# Torneo di Wimbledon 2022 - Doppio maschile in carrozzina
Gustavo Fernández e Shingo Kunieda hanno sconfitto in finale i campioni in carica Alfie Hewett e Gordon Reid  con il punteggio di 6-3, 6-1. La vittoria di Fernandez e Kunieda ha messo fine alla striscia di dieci titoli major consecutivi di Hewett e Reid.

## Teste di serie
1. Alfie Hewett /  Gordon Reid (finale)

1. Gustavo Fernández /  Shingo Kunieda (campioni)

## Tabellone

### Legenda
| - Q = Qualificato - WC = Wild card - LL = Lucky loser | - ALT = Alternate - SE = Special Exempt - PR = Protected Ranking | - w/o = Walkover - r = Ritirato - d = Squalificato |

|  | Semifinali | Semifinali                       | Semifinali                       | Semifinali | Semifinali |  |  | Finale | Finale                           | Finale                           | Finale | Finale |  |
|  |            |                                  |                                  |            |            |  |  |        |                                  |                                  |        |        |  |
|  | 1          | Alfie Hewett Gordon Reid         | 6                                | 1          | 7          |  |  |        |                                  |                                  |        |        |  |
|  |            | Tom Egberink Joachim Gérard      | 3                                | 6          | 67         |  |  | 1      | Alfie Hewett Gordon Reid         | Alfie Hewett Gordon Reid         | 3      | 1      |  |
|  |            | Tokito Oda Nicolas Peifer        | Tokito Oda Nicolas Peifer        | 4          | 2          |  |  | 2      | Gustavo Fernández Shingo Kunieda | Gustavo Fernández Shingo Kunieda | 6      | 6      |  |
|  | 2          | Gustavo Fernández Shingo Kunieda | Gustavo Fernández Shingo Kunieda | 6          | 6          |  |  |        |                                  |                                  |        |        |  |